# The Last Jaws – Der weiße Killer
The Last Jaws – Der weiße Killer (Originaltitel: L’ultimo squalo ‚Der letzte Hai‘; international auch: The Last Shark) ist ein italienisch-US-amerikanischer Horrorthriller aus dem Jahr 1981. In diesem Werk des italienischen Kultregisseurs Enzo G. Castellari sind die US-Amerikaner James Franciscus und Vic Morrow in den Hauptrollen der Widersacher eines riesenhaften gefräßigen Weißen Hais zu sehen, der die Küste einer Kleinstadt unsicher macht. Der Film erlebte seine Erstaufführung am 2. April 1981 in Italien; in Westdeutschland startete er am 30. April 1981. Der offen an Steven Spielbergs Der weiße Hai angelehnte Streifen erhielt mäßige bis gemischte Kritiken.

## Handlung
Im Küstenstädtchen South Bay laufen die Vorbereitungen für eine alljährliche Windsurf-Regatta auf Hochtouren und ein jeder Teilnehmer trainiert fleißig. Als aber der Favorit während einer Übung auf dem Meer spurlos verschwindet und nur ein Teil seines Surfbretts – versehen mit heftigen Bissspuren – aufgefunden wird, vermuten der Schriftsteller Peter und der erfahrene Fischer Ron sofort einen Haiangriff dahinter und warnen die Veranstalter davor, die Regatta durchzuführen. Doch Bürgermeister Wells will davon nichts wissen, verspricht er sich von dem bevorstehenden Spektakel doch einen Aufwind für seine Wahlkandidatur als Gouverneur. Der festen Überzeugung folgend, dass die Gefahr eines weiteren Angriffs gering oder nicht gegeben ist, beschließt Wells, das Event unter – in seinen Augen – ausreichend hohen Sicherheitsvorkehrungen stattfinden zu lassen. Doch die Rechnung geht angesichts des gnadenlosen Killers im Wasser nicht auf, und letztendlich sind es Peter und Ron, die sich des Ungetüms auf Gedeih und Verderb annehmen …

## Rezeption
The Last Jaws – Der weiße Killer, abgedreht in Malta und Savannah, Georgia, erhielt nur mäßige bis gemischte Kritiken. Bemängelt wurden die zum Teil „billige“ Inszenierung, die Ähnlichkeit zum sechs Jahre zuvor erschienenen Spielberg-Film Der weiße Hai sowie teilweise fehlende musikalische Untermalung und niedriges Effektniveau.
Beispielhaft heißt es:

„[…] Eine schmackhafte Variante von Steven Spielbergs ‚Der weiße Hai‘ …, welche noch etwas mit Joe Dantes ‚Piranhas‘ garniert wurde, dazu noch ein bisschen Action, dafür weniger Suspense und fertig […] Musikalisch … zwar nicht gerade der große Wurf, aber auch kein Sound, welcher zum Weghören animiert […] Aus Sicht der benutzten Effekte sollte man … keine Wunder erwarten, dennoch … [sehen] die wuchtigen Explosionen, wenn der Hai seine Opfer attackiert, schon toll aus […] Auch ohne große Effekthascherei [wird] eine gelungene Sause abgeliefert.“

„Die italienische Antwort auf Steven Spielbergs Der weiße Hai (1975) von Enzo G. Castellari (Dschungel Django). Der Film ist recht unterhaltsam, allerdings wirken manche Haiszenen recht billig, der Film ist aber kein Trash-Film. […] Der Film zählt für mich zu den besseren Hai-Filmen.“

Das Monthly Film Bulletin schrieb, dass das einzig Interessante und Amüsierende sei zu sehen, wie der Film Jaws plagiiert habe. Der Boston Globe kritisierte die billigen Effekte.

## Filmfassungen
Die deutsche Kinofassung ist gegenüber der Originalversion um etwa fünf Minuten gekürzt. Beide Versionen sind auf der deutschen DVD-Veröffentlichung enthalten.

## Verfahren
Universal Pictures versuchte die Verbreitung des Films durch Film Ventures vor der US-Premiere zu verhindern. Ein US-Gericht gab dieser Ansinnen jedoch nicht statt. Einen Monat nach seiner Veröffentlichung verbot der Bundesrichter die Verbreitung des Films, da er dem Film Der Weiße Hai zu ähnlich sei. Der Film wurde aus den Kinos entfernt.